# Libris Literatuur Prijs
De Libris Literatuur Prijs is een jaarlijkse prijs voor het beste Nederlandstalige literaire fictieboek uit het voorgaande kalenderjaar. De prijs is genoemd naar de sponsor Libris (boekhandel) en is gemodelleerd naar de Booker Prize. 
Na een selectie van achttien titels (longlist) worden zes titels genomineerd voor de shortlist. De selectie van titels en auteurs gebeurt door een jury van vijf personen, die samengesteld wordt door de initiatiefnemer Stichting Literatuur Prijs. De juryvoorzitter maakt half maart in de Nieuwe Kerk (Amsterdam) de shortlist bekend waaruit medio mei een winnaar wordt gekozen. De uitreiking gebeurde traditioneel tijdens een galadiner in de Spiegelzaal van het Amstel Hotel te Amsterdam. Sinds 2021 vindt de uitreiking plaats in Felix Meritis, Amsterdam. De auteurs die op de shortlist staan worden sinds dat jaar onder de aandacht gebracht in een speciale bijeenkomst in de Zuilenzaal van Felix Meritis.
De auteur van het winnende boek ontvangt een bedrag van 50.000 euro en een bronzen legpenning (sinds 2015) ontworpen door Irma Boom. De auteurs van de titels die op de shortlist staan ontvangen elk 2500 euro.
Vanwege het hoge prijzengeld is de Libris Literatuur Prijs naast de Boekenbon Literatuurprijs de belangrijkste literatuurprijs voor de Nederlandse literatuur. Van alle prijswinnaars was tot 2024 meer dan 80% man. De meesten waren Nederlander, een kleine twintig procent was Belg. Tweemaal won een schrijver de prijs twee keer: Thomas Rosenboom (in 1995 en 2000), en Rob van Essen (in 2019 en 2024).

## Geschiedenis
In 1994 werd de Libris Literatuurprijs voor het eerst uitgereikt. In 2008 werd voor het eerst een graphic novel, een literair stripboek, genomineerd (Verder van Marc Legendre) en is de prijs voor het eerst aan een verhalenbundel toegekend (D. Hooijer - Sleur is een roofdier). In 2010, enkele dagen na de uitreiking aan Bernard Dewulf, maakte de stichting bekend dat de prijs vanaf dat moment alleen nog beschikbaar is voor literaire romans om het aantal inzendingen te beperken.
| Jaar | Land               | Auteur                  | Boek                                     | ISBN code     | ISBN e-book   | ISBN luisterboek |
| ---- | ------------------ | ----------------------- | ---------------------------------------- | ------------- | ------------- | ---------------- |
| 1994 | Vlag van Nederland | Frida Vogels            | De harde kern                            | 9789028208421 | -             | -                |
| 1995 | Vlag van Nederland | Thomas Rosenboom        | Gewassen vlees                           | 9789021437187 | 9789021436173 | -                |
| 1996 | Vlag van Nederland | Alfred Kossmann         | Huldigingen                              | 9789021471570 | 9789021444956 | -                |
| 1997 | Vlag van België    | Hugo Claus              | De geruchten                             | 9789023463023 | 9789023443292 | -                |
| 1998 | Vlag van Nederland | J.J. Voskuil            | Het bureau 3: Plankton                   | 9789028209558 | -             | -                |
| 1999 | Vlag van Nederland | Harry Mulisch           | De procedure                             | 9789023466949 | 9789023447696 | -                |
| 2000 | Vlag van Nederland | Thomas Rosenboom        | Publieke werken                          | 9789041707178 | 9789021436197 | -                |
| 2001 | Vlag van Nederland | Tomas Lieske            | Franklin                                 | 9789021472928 | 9789021445304 | -                |
| 2002 | Vlag van Nederland | Robert Anker            | Een soort Engeland                       | 9789078432272 | 9789021443287 | 9789021420820    |
| 2003 | Vlag van Nederland | Abdelkader Benali       | De langverwachte                         | 9789079487042 | -             | -                |
| 2004 | Vlag van Nederland | Arthur Japin            | Een schitterend gebrek                   | 9789029573641 | 9789029568579 | 9789054445753    |
| 2005 | Vlag van Nederland | Willem Jan Otten        | Specht en zoon                           | 9789028240377 | -             | 9789054441397    |
| 2006 | Vlag van Nederland | K. Schippers            | Waar was je nou                          | 9789021480367 | 9789021436234 | 9789047600626    |
| 2007 | Vlag van Nederland | Arnon Grunberg          | Tirza                                    | 9789038890593 | 9789038891514 | 9789077858387    |
| 2008 | Vlag van Nederland | D. Hooijer              | Sleur is een roofdier                    | 9789028240711 | -             | -                |
| 2009 | Vlag van België    | Dimitri Verhulst        | Godverdomse dagen op een godverdomse bol | 9789025429539 | 9789025431181 | 9789025429768    |
| 2010 | Vlag van België    | Bernard Dewulf          | Kleine dagen                             | 9789045015798 | 9789045068510 | -                |
| 2011 | Vlag van België    | Yves Petry              | De maagd Marino                          | 9789023472957 | 9789023449072 | -                |
| 2012 | Vlag van Nederland | A.F.Th. van der Heijden | Tonio. Een requiemroman                  | 9789023459545 | 9789023467014 | 9789021418681    |
| 2013 | Vlag van Nederland | Tommy Wieringa          | Dit zijn de namen                        | 9789023472698 | 9789023475712 | 9789403195001    |
| 2014 | Vlag van Nederland | Ilja Leonard Pfeijffer  | La Superba                               | 9789029587273 | 9789029587471 | 9789029523721    |
| 2015 | Vlag van Nederland | Adriaan van Dis         | Ik kom terug                             | 9789025444532 | 9789025444334 | 9789025454395    |
| 2016 | Vlag van Nederland | Connie Palmen           | Jij zegt het                             | 9789044628104 | 9789044629088 | -                |
| 2017 | Vlag van Nederland | Alfred Birney           | De tolk van Java                         | 9789044536447 | 9789044536454 | 9789044539516    |
| 2018 | Vlag van Nederland | Murat Isik              | Wees onzichtbaar                         | 9789041422903 | 9789026338052 | 9789047625322    |
| 2019 | Vlag van Nederland | Rob van Essen           | De goede zoon                            | 9789025453411 | 9789025453428 | 9789025458287    |
| 2020 | Vlag van Nederland | Sander Kollaard         | Uit het leven van een hond               | 9789028290082 | 9789028291089 | 9789028262171    |
| 2021 | Vlag van Nederland | Jeroen Brouwers         | Cliënt E. Busken                         | 9789025455941 | 9789025456276 | 9789025458522    |
| 2022 | Vlag van Nederland | Mariken Heitman         | Wormmaan                                 | 9789025470722 | 9789025470739 | 9789025472597    |
| 2023 | Vlag van Nederland | Anjet Daanje            | Het lied van ooievaar en dromedaris      | 9789054524106 | 9789054528821 | 9789464308723    |
| 2024 | Vlag van Nederland | Rob van Essen           | Ik kom hier nog op terug                 | 9789025475277 | 9789025475284 | -                |
| 2025 | Vlag van Nederland | Safae el Khannoussi     | Oroppa                                   |               |               |                  |